# Accipiter cooperii
Accipiter cooperii е вид птица от семейство Ястребови (Accipitridae).

## Разпространение
Видът е разпространен в Белиз, Гватемала, Канада, Колумбия, Коста Рика, Мексико, Никарагуа, Салвадор, САЩ и Хондурас.